# Jacques Gauthier
Jacques Gauthier ( nar. 7. června 1948) je americký paleontolog, zabývající se fosilními obratlovci a systematikou, jeden ze zakladatelů využití kladistické metody v paleontologii.

## Dílo
Proslavil se především studií z roku 1986, ve které poprvé popsal podrobně teorii o vzniku ptáků z teropodních dinosaurů. Tím způsobil revoluci v chápání systematiky obratlovců, především plazů a ptáků. V současnosti Gauthier prosazuje nahrazení starého Linnéova třídění v systematice kladistikou.